# Роберто Гомез Педроса
Роберто Гомез Педроса (8. јул 1913. — 6. јануар 1954)  бивши је бразилски фудбалер. Играо је за репрезентацију Бразила на Светском првенству 1934.